# サクロ・モンテ

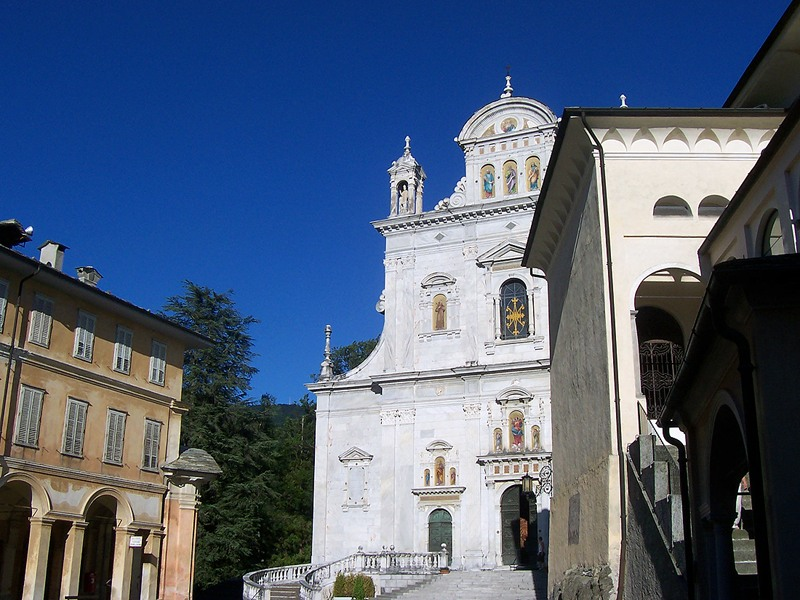
ヴァラッロのサクロ・モンテ

サクロ・モンテ（イタリア語: Sacro Monte　複数形: Sacri Monti サクリ・モンティ）は、イタリア語で「聖なる山」を意味する、キリスト教の宗教施設の一種である。山の中に複数の建物を作り、聖書の物語を絵や彫刻で順に再現する。これを巡って行くことにより信心を深めるという目的がある。
サクロ・モンテの造営は、15世紀から16世紀にかけて、エルサレムやパレスチナへの聖地巡礼の代替として始まったといわれている。当時エルサレムはイスラム勢力下にあり、巡礼はほぼ困難であった。1480年頃にヴァラッロ（現在のピエモンテ州）に最初のサクロ・モンテ（ヴァラッロのサクロ・モンテ）が造営された。その後、1535年のトリエント公会議の結論を受け、プロテスタントの宗教改革に対抗するため、ヴァラッロをモデルとしてサクロ・モンテの造営が行われた。この時期に建設された、ピエモンテ州とロンバルディア州に存在するヴァラッロをはじめとした9つの物件から構成される「ピエモンテ州とロンバルディア州のサクリ・モンティ」が世界遺産に登録されている。
サクロ・モンテの造営は18世紀以後も行われた。しかし、このころの建築は宗教動機が薄れたデザインになっている。